# Leopold Custodis
Leopold Custodis (* 1762; † 1837) war Oberbürgermeister von Düsseldorf.
Leopold Wilhelm Custodis war jülich-bergischer Rechnungskommissar. Er wurde zunächst Zweiter, dann Erster Beigeordneter der Stadt Düsseldorf.
Im März des Jahres 1824 wurde er kommissarisch zum Oberbürgermeister von Düsseldorf ernannt. Dieses Amt bekleidete er allerdings nur bis zum Oktober desselben Jahres.
In seine Amtszeit fiel die Gründung der Stadtsparkasse Düsseldorf.